# 3165 Mikawa
A 3165 Mikawa (ideiglenes jelöléssel 1984 QE) a Naprendszer kisbolygóövében található aszteroida. Szuzuki Kenzó és Urata Takesi fedezte fel 1984. augusztus 31-én.